# Audi Q8 e-tron
O Audi Q8 e-tron (anteriormente Audi e-tron até 2023) é um crossover de luxo elétrico produzido pela Audi desde 2019. Foi apresentado como um carro-conceito no Salão Automóvel de Frankfurt de 2015. A versão final de produção foi revelada em São Francisco em 17 de setembro de 2018, estreando-se publicamente no Salão Automóvel de Paris de 2018, e foi entregue pela primeira vez em maio de 2019. É o primeiro carro elétrico a bateria de produção em massa da empresa.
Tem entre 245 e 498 cv, dependendo da versão, e consegue alcançar os 0-100 km/h em 5.6 segundos.